# Аветисян, Евгения Михайловна
Евге́ния Миха́йловна Аветися́н (1923—2011) — советская и армянская учёная-палинолог, ученица Армена Леоновича Тахтаджяна.

## Биография
Родилась в городе Александрополь (впоследствии — Ленинакан, ныне — Гюмри) 15 июля 1923 года в семье мастерового. С 1940 года Евгения училась на биологическом факультете Ереванского государственного университета, с 1944 года работала лаборантом в секторе эволюционной морфологии и палеоботаники Института ботаники АН Армении, организованном А. Л. Тахтаджяном. Принимала участие во многих экспедициях Армена Леоновича по изучению растительности Армении. С 1947 года Евгения Михайловна работала младшим научным сотрудником и одновременно являлась аспирантом.
В 1950 году Е. М. Аветисян возглавила палинологический сектор отдела систематики и географии высших растений Института ботаники. Изучения пыльцы, проводимые Евгенией Михайловной, были использованы в монографии «Флоры Армении» под редакцией А. Л. Тахтаджяна для выделения дополнительных признаков разграничения родов. В 1952 году Евгения Михайловна получила степень кандидата биологических наук, защитив диссертацию по теме «Морфология микроспор бурачниковых и её значение для познания филогении семейства».
В 1967 году Евгения Михайловна выпустила статью «Морфология пыльцы сем. Campanulaceae и близких к нему семейств в связи с вопросами их систематики и филогении», положившая начало серии трудов по новому в Армении направлению науки — эволюционной палинологии. В 1988 году она защитила диссертацию на соискание степени доктора наук «Палинология надпорядка Campanulanae».
С 1970-х годов Е. М. Аветисян работала над созданием «Атласа пыльцы деревьев и кустарников Армении», в которой были включены более 200 видов.
Помимо палинологических исследований Евгения Михайловна также была знатоком флоры Армении. Она провела обработку целого ряда семейств для монографии флоры региона (в частности, гвоздичных, бурачниковых, гречишных, гераниевых).
Награждена орденом «Знак Почёта» (18.03.1976).
Скончалась Е. М. Аветисян в 2011 году на 89-м году жизни.

## Некоторые научные работы
- Аветисян Е. М. Морфология микроспор бурачниковых. — 1956. — № 10. — С. 7—66.
- Аветисян Е. М. К палиносистематике некоторых родов трибы Centaureinae семейства Asteraceae. — 1964. — № 14. — С. 31—48.
- Аветисян Е. М. Морфология пыльцы сем. Campanulaceae и близких к нему семейств (Sphenocleaceae, Lobeliaceae, Cyphiaceae) в связи с вопросами их систематики и филогении. — 1967. — № 16. — С. 5—41.